# Епархия Павии
Епархия Павии — часть архиепархии Милана. Находится в Ломбардии. Епископ — Коррадо Сангвинети. На 2016 год насчитывала 180.000 крещёных из 192.891 жителей.

## Некоторые епископы
- Святой Сир из Павии † (первая половина IV века)[1]
- Святой Помпей из Павии[англ.] (339—353)[2],[3]
- Святой Иувенций из Павии † (381 — ок.397)
- Святой Урсицин из Павии[англ.] (410—433)[4]
- Святой Криспин из Павии[англ.] (433—466)[5]
- Святой Епифаний из Павии † (466 — ок.496)[6]
- Святой Эннодий † (515 — 17 июля 521)
- Святой Дамиан из Павии † (680 — 12 апреля 710)
- Святой Феодор из Павии † (ок. 740 — начало второй половины VIII века)
- Святой Иероним из Павии † (упоминается в 769)
- Святой Литифред I из Павии[итал.] † (IX век)
- Литифред II (930/943—971)
- Якопо Пикколомини-Амманнати (1460- 1479)